# Napoléon Coste

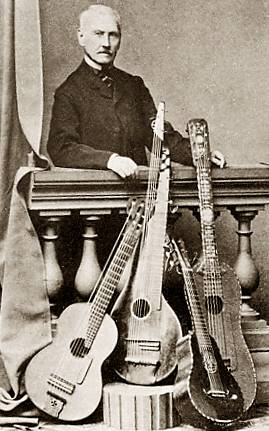
Napoléon Coste met enkele van zijn gitaren, omstreeks 1870. Links de door René François Lacôte ontworpen heptachorde.

Claude Antoine Jean George Napoléon Coste (Amondans, 27 juni 1805 - Parijs, 14 januari 1883) was een Franse gitarist, componist en muziekpedagoog. Hij heeft een belangrijke bijdrage geleverd aan de ontwikkeling van het klassieke gitaarspel in de periode van de romantiek, vooral op het gebied van meerstemmigheid. Ook ontwierp hij in samenwerking met de bouwers nieuwe gitaarmodellen met meer snaren en frets om het bereik van het instrument te vergroten en de concurrentie met de piano aan te kunnen. 

## Leven en werk
Zijn vader, de geometrist Jean-François Coste (1754-1835) die hem vernoemde naar de bewonderde Napoleon Bonaparte, was burgemeester van Amondans en kapitein in het Franse leger. In die laatste hoedanigheid werd hij overgeplaatst naar Ornans, waarheen het gezin in 1809 verhuisde, en een jaar later naar Rochefort (Charente-Maritime). Hij werd in 1813 kapitein op het Duitse waddeneiland Langeoog, waar hij de achtjarige Napoléon gewapend liet wachtlopen. Hij was kapitein bij het Beleg van Delfzijl (1813-1814) onder de fel bonapartistische kolonel Pierre Maufroy. In die tijd verbleef hij met zijn zoon in Delfzijl. Veel later, in 1852, componeerde Napoléon Coste Delfzil en Le Zuyderzée voor gitaar als deeltjes van een reeks Souvenirs.
Zijn vader wilde hem bestemmen voor een carrière in het leger, maar toen Napoléon (mogelijk in 1816) ernstig ziek werd, moest hij dit plan opgeven. Napoléon Coste, die wel bonapartist bleef, had een andere roeping. Hij begon al vroeg met het gitaarspel. Zijn moeder Anne-Pierrette Coste geboren Dénéria, een bekwaam gitariste, bracht hem de eerste beginselen bij. Omstreeks 1815 vestigde het gezin zich in Valenciennes, waar hij vanaf zijn achttiende ging lesgeven en enige malen optrad bij concerten van het plaatselijke orkest. Bekend is dat hij in 1828 samenspeelde met de Italiaanse gitaarvirtuoos Luigi Sagrini.
In 1829, toen hij 24 was, verhuisde hij naar Parijs, waar de gitaar op dat moment zo populair was dat van "guitaromanie" gesproken werd. Hij nam lessen in harmonieleer, contrapunt en compositieleer en kwam in contact met beroemde klassieke gitaarvirtuozen als Dionisio Aguado, Matteo Carcassi, Ferdinando Carulli en Fernando Sor. Van die laatste werd hij leerling. Al snel gold hij als de belangrijkste Franse gitaarvirtuoos en had hij een succesvolle concert- en lespraktijk. Hij had een bijzondere voorkeur voor de 7-snarige gitaar, de heptachorde met toegevoegde diepe D- of C-snaar, die naar zijn aanwijzingen in 1835 ontwikkeld was door René François Lacôte en ook wel beschouwd wordt als een variant van de harpgitaar.
Daarnaast werd hij vanaf omstreeks 1828 productief met het schrijven van eigen werk. Zijn eerste composities verschenen in druk, maar na enige tijd begon de populariteit van de gitaar terug te lopen ten gunste van de piano. Veel van zijn muziek publiceerde hij zelf.
Na de dood van Fernando Sor verzorgde Coste een nieuwe en herziene uitgave van diens gitaarmethode. Daarbij liet hij Sors theoretische verhandelingen weg en voegde veel eigen notenvoorbeelden toe.
Vanaf het midden van 1843 tot aan zijn dood was Coste vrijmetselaar. Hij werd in de Parijse vrijmetselaarsloge Les Frères Unis Inséparables ingewijd, was 6 maanden later al meester-vrijmetselaar en had aan het einde van zijn leven de 18e graad behaald. Hij was ook lid van de Société académique des Enfants d'Apollon In 1856 werd hij tweede bij een internationale compositiewedstrijd voor gitaarmuziek in Brussel, na Johann Kaspar Mertz.
In 1863 verwondde hij (mogelijk door een val van de trap) zijn linkerschouder, die hij daarna niet goed meer kon bewegen. Daardoor kon hij niet meer op hoog niveau spelen, al bleef hij optreden tot 1881. Voor zijn levensonderhoud was hij voortaan aangewezen op een ambtenarenbaan bij het Parijse stadsbestuur. Hij bleef ook actief als componist.

## Composities
Toen Coste op 77-jarige leeftijd stierf, liet hij een aanzienlijke hoeveelheid eigen gitaarwerken, kamermuziek en liederen na, totaal 53 opusnummers en een tiental ongenummerde composities. Zijn betekenis ligt onder meer in zijn consequente aandacht voor contrapunt en polyfonie in de twee-, drie- of vierstemmige melodievoering. Zijn muziek is beïnvloed door die van zijn leermeester Fernando Sor. Stilistisch knoopt hij aan bij klassieke componisten als Haydn en Mozart, maar met duidelijke verbindingslijnen naar muziek uit de romantiek van Schubert, Mendelssohn en Chopin.
Muzikale genres die hij gebruikt zijn onder meer de etude, de wals, het menuet, het rondo, de sonate, de ballade en de serenade. Zijn meest gespeelde compositie is de reeks van 25 Études de genre op. 38. Hij schreef ook door het landschap geïnspireerde stemmingsstukken, zoals Souvenir de Flandres, Le Passage des Alpes, Delfzil en Le Zuyderzée. Hij was een van de eersten die transcripties maakten van 17e-eeuwse muziek naar de moderne muzieknotatie. Hij maakte ook arrangementen voor de gitaar van aria's uit populaire opera's, soms met variaties. Alhoewel hij vooral bekend is als componist voor de gitaar, schreef Coste ook een aantal werken voor hobo.
Doordat de klassieke gitaar weinig in de belangstelling stond, was Costes muziek lange tijd grotendeels vergeten, maar deze wordt sinds de late 20e eeuw weer regelmatig gespeeld. Van een groot deel van het oeuvre bestaan cd-opnamen door diverse gitaristen, onder wie Flavio Apro, Alessandro Deiana, Jeffrey McFadden, John Schneidermann, Pavel Steidl, Marc Teicholz, Brigitte Zaczek, Frédéric Zigante en Claudio Giuliani.

## Werkenlijst
Met opusnummer
- Op. 2: Variations et Finale ... sur un motif favori de la Famille Suisse de Weigl
- Op. 3: 2 Quadrilles de contredanses
- Op. 4: Fantasie ... composée sur un motif du 'Balle d'Armide'
- Op. 5: Souvenirs de Flandres
- Op. 6: Fantaisie de concert
- Op. 7: 16 Valses favorites de Johann Strauss
- Op. 9: Divertissement sur 'Lucia di Lammermoor'
- Op. 10: Scherzo et pastorale (voor twee gitaren)
- Op. 11: Grand caprice
- Op. 12: Rondeau de concert
- Op. 13: Caprice sur … La Cachucha
- Op. 14: Deuxième Polonaise
- Op. 15: Le Tournoi fantaisie chevaleresque
- Op. 16: Fantaisie sur deux motifs de la 'Norma'
- Opp. 17-23: Souvenirs - Sept morceaux épisodiques
  - Op. 17: La Vallée d'Ornans
  - Op. 18: Les Bords du Rhin
  - Op. 19: Delfzil
  - Op. 19b: La Romanesca
  - Op. 20: Le Zuyderzée
  - Op. 21: Les Cloches
  - Op. 22: Meulan
  - Op. 23: Les Soirées d'Auteuil
- Op. 24: Grand solo
- Op. 25: Romance voor hobo en piano
- Op. 27: Le Passage des Alpes
- Op. 28b: Fantaisie symphonique
- Op. 29: La Chasse des sylphes
- Op. 30: Grande serenade
- Op. 31: Le Départ, fantaisie dramatique
- Op. 33: Mazurka
- Op. 34: Le Montagnard, Divertissement Pastoral, voor hobo of viool en piano of gitaar
- Op. 36: Cantilène voor hobo en piano
- Op. 37: Cavatine voor hobo en piano
- Op. 38: 25 Études de genre
- Op. 39: Andante et minuet
- Op. 41: Feuilles d'automne
- Op. 42: La Ronde de Mai
- Op. 43: Marche funèbre et rondeau
- Op. 44: Andante et polonaise (Souvenirs du Jura)
- Op. 45: Divagation
- Op. 46: Valse Favorite
- Op. 47: La Source du Lyson
- Op. 48: Quatre Marches
- Op. 49: Six Préludes
- Op. 50: Adagio et divertissements
- Op. 51: Récréation du Guitariste
- Op. 52: Le Livre d'or du guitariste
- Op. 53: Six Pièces originales (Rêverie, Rondeau, 2 Menuets, Scherzo, Étude)

Zonder opusnummer
- Meditation de nuit
- Andante et allegro
- Divertissement
- Introduction et variations (op een thema van Bellini)
- Berceuse
- Kleines Tonstück
- Pastorale
- Valse en ré majeur
- Valse en la majeur
- Valse des roses
- Duetto